# 元音
母音（vowel）又称母音，是音位的一种，与子音（又稱子音）相对。元音是在发音过程中由气流通过口腔而不受阻碍发出的音。发元音时，气流从肺部通过声门冲击声带，使声带发出均匀震动，然后震音气流不受阻碍地通过口腔、鼻腔，通过舌、唇的调节而发出不同的声音。发元音时声带必然震动，这叫做浊音。也有的语言发元音时声带不振动，发出清元音（voiceless vowel）。元音并非在所有的语言中都与元音字母一一对应，一些元音字母的组合也可以表示特殊的元音，比如汉语中的某些複韵母；某些语言中一些元音字母在某些情况下不发音，如法语中元音字母“e”在词末。
元音分兩大類：舌面元音和舌尖元音。大多數元音都是舌面元音，如國際音標的[a]、[e]、[i]、[o]、[u]等等，而漢語很多方言中有一類在其它語言中很少見的舌尖元音，發音時舌尖緊張，包括平舌音（或者稱舌尖前音）如漢語拼音zi、ci、si的韻母，和翹舌音（或者稱捲舌音、舌尖後音）如漢語拼音zhi、chi、shi、ri的韻母。在元音四角圖中，橫軸代表是元音舌位，縱軸代表的是元音高度。

## 舌尖元音
舌尖元音與舌面元音的主要區別是，舌尖元音的主動調音部位是舌尖（[ɿ]、[ʮ]）或舌下（[ʅ]、[ʯ]），而舌面元音的調音部位則是舌背（舌面）。
|        | 不圓脣 | 圓脣 |
| ------ | ------ | ---- |
| 不捲舌 | ɿ      | ʮ    |
| 捲舌   | ʅ      | ʯ    |

標準國際音標并不包括舌尖元音的符號，而是将其视作元音化的近音，分別表示为⟨ɹ̩⟩、⟨ɻ̍⟩、⟨ɹ̩ʷ⟩和⟨ɻ̍ʷ⟩。

### 出現語言
舌尖元音廣泛出現于漢語方言之中，此外，日本宮古語中也有這個音。
| 語言   | 例詞   | 音標           |
| ------ | ------ | -------------- |
| 普通話 | 子 zǐ  | [t̪͡s̪ɿ˨˩˦]       |
| 普通話 | 死 sǐ  | [s̪ɿ˨˩˦]        |
| 普通話 | 赤 chì | [ʈ͡ʂʰʅ˥˩]       |
| 普通話 | 世 shì | [ʂʰʅ˥˩]        |
| 常熟話 | 主     | [ʈʂʯ˦˦]        |
| 鄖縣話 | 書     | [sʮ]           |
| 宮古語 | 右     | /m.gɿ/ [m̩.ɡᶻɿ] |

## 参閲
- 國語元音圖
- 定位元音
- 元音字母
- 元音列表
- 音节
- 音位
- 半元音
- 辅音
- 閉元音
- 双元音
- 三元音

## 外部連結
- IPA chart with MP3 sound files
- IPA vowel chart （页面存档备份，存于） with AIFF sound files
- Vowel charts for several different languages and dialects measuring F1 and F2 （页面存档备份，存于）
- Materials for measuring and plotting vowel formants （页面存档备份，存于）
- Vowels and Consonants （页面存档备份，存于） Online examples from Ladefoged's Vowels and Consonants, referenced above.